# 粟辻博
粟辻 博（あわつじ ひろし、1929年〈昭和4年〉7月20日 - 1995年〈平成7年〉5月5日）は、日本のテキスタイルデザイナーである。京都府京都市出身。

## 経歴・人物
京都市立美術専門学校（現在の京都市立芸術大学）卒業後、鐘淵紡績（後のカネボウ、現在のクラシエホールディングス）に勤務する傍ら、テキスタイルや油絵の制作を手掛ける。1955年（昭和30年）に上京した後に、フリーランスとしての活動を開始した。
その後は粟辻の作品が二科展や読売アンデパンダン展等に出品されたり、個展を開いたことにより数多くの賞を受賞する。1966年（昭和41年）にはフジエテキスタイルのデザイン主任に就任し、1988年（昭和63年）には多摩美術大学の教授となった。

## 主な作品
- 『デンキュウ』（1980年）
- 『ジテンシャ』（1982年）
- 『ファイバーワーク』（1987年）- 大正海上火災保険本社ビル内に所在[2]。

## 著書
- 『粟辻博のテキスタイルデザイン』（1990年）

## 受賞歴
- 毎日デザイン賞 産業賞・準賞（1971年）
- 第3回 国際テキスタイルコンペティション中小企業庁 長官賞（1991年）
- 第22回 国井喜太郎産業工芸賞（1995年）